# Klaus-Peter Göpfert

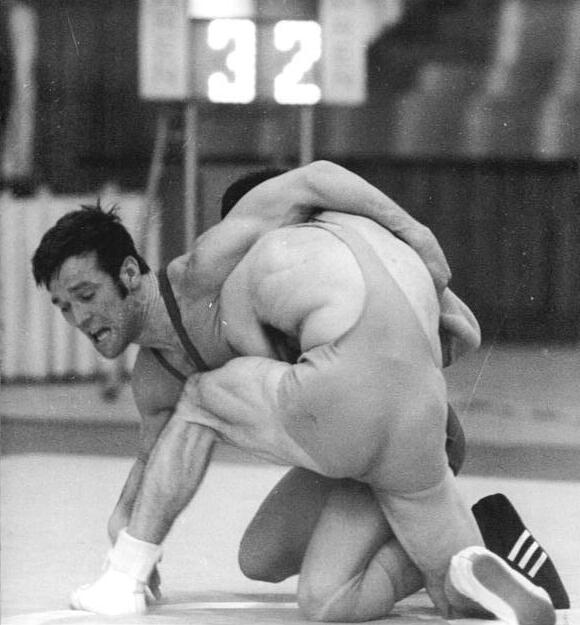
Klaus-Peter Göpfert

Klaus-Peter Göpfert (* 22. Oktober 1948 in Coburg) ist ein ehemaliger deutscher Ringer. Er war Europameister 1970 im Leichtgewicht im griechisch-römischen Stil.

## Werdegang
Klaus-Peter Göpfert wuchs in Albrechts bei Suhl auf und begann als Schüler mit dem Ringen. Auf Grund seines Talents für diese Sportart wurde er an die Kinder- und Jugendsportschule nach Zella-Mehlis delegiert. Er wurde dort Mitglied des SC Motor Zella-Mehlis und von Fritz und Helmut Albrecht zum Ringer im griechisch-römischen Stil ausgebildet. 1966 wurde er in Tambach-Dietharz DDR-Jugendmeister in der Klasse bis 70 kg Körpergewicht und schon ein Jahr später belegte er bei den DDR-Meisterschaften der Senioren im Leichtgewicht den 3. Platz. Seinen ersten Titel bei einer DDR-Meisterschaft gewann er 1970 im Leichtgewicht. Im selben Jahr wurde er erstmals auch bei einer internationalen Meisterschaft, der Europameisterschaft in Berlin eingesetzt und wurde auf Anhieb Europameister. Er unterlag in diesem Turnier zwar dem Bulgaren Stojan Apostolow, hatte aber Glück, dass dieser gegen den bundesdeutschen Meister Manfred Schöndorfer unterlag und vorzeitig ausscheiden musste.
Bei der Weltmeisterschaft 1970 im kanadischen Edmonton kam Klaus-Peter nach zwei Siegen und zwei unentschieden verlaufenen Kämpfen gegen Tage Weirum aus Dänemark und Simion Popescu aus Rumänien auf einen guten 5. Platz.
Bei der Weltmeisterschaft 1971 in Sofia musste Klaus-Peter Göpfert achtmal auf die Matte. Er gewann fünf Kämpfe und rang dreimal unentschieden und wurde damit Vizeweltmeister hinter Sreten Damjanović aus Jugoslawien, der ein geringfügig besseres Punktekonto hatte als er.
Rabenschwarze Tage hatte Göpfert bei den Olympischen Spielen 1972 in München erwischt. Er verlor beide Kämpfe, die er zu bestreiten hatte vorzeitig und kam nur dank eines Freiloses in der 1. Runde noch auf den 12. Platz.
Ab 1973 startete Klaus-Peter Göpfert eine Gewichtsklasse höher, im Weltergewicht. Er kam auch in dieser Gewichtsklasse gut zurecht. Dies zeigte sich schon bei der Europameisterschaft in Helsinki, wo er eine Bronzemedaille gewann. 1974 feierte Klaus-Peter bei der Weltmeisterschaft in Kattowitz mit dem Gewinn des Vizeweltmeistertitels noch einen großen Erfolg. Außerdem wurde er in den Jahren 1975 und 1977 auch noch Vizeeuropameister. Bei den Olympischen Spielen 1976 in Montreal verpasste Klaus-Peter Göpfert allerdings mit einem 5. Platz erneut eine Medaille.
Im Laufe seiner Karriere hat Klaus-Peter Göpfert gegen eine Vielzahl von Weltklasseathleten große Kämpfe geliefert. Iwan Kolew und Stojan Apostolow aus Bulgarien, Simion Popescu aus Rumänien, Anatoli Bykow aus der UdSSR, Jan Karlsson und Lars-Erik Skiöld aus Schweden, Wladislaw Krzesinski und Andrzej Supron aus Polen und Vitězslav Mácha aus der CSSR, alle Olympiasieger bzw. Welt- und Europameister seien hier erwähnt.
Nach der Weltmeisterschaft 1977 beendete Klaus-Peter Göpfert seine Ringerlaufbahn und wurde Nachwuchstrainer beim SC „Motor“ Zella-Mehlis. Nach der deutschen Wiedervereinigung war er auch im fränkischen Raum als Ringertrainer tätig. Zurzeit ist er Landestrainer beim Bayerischen Ringerverband.

## Internationale Erfolge
(alle Wettkämpfe im griechisch-römischen Stil, OS = Olympische Spiele, WM = Weltmeisterschaft, EM = Europameisterschaft, Leichtgewicht, damals bis 68 kg, Weltergewicht, damals bis 74 kg Körpergewicht)
| Jahr | Platz | Wettbewerb                                    | Gewichtsklasse | |
| 1967 | 4.    | Mälar-Cup in Västerås                         | Leicht         | hinter Matti Poikala, Schweden, Heinz Henkel, DDR, und Myllari, Schweden |
| 1970 | 2.    | „Klippan“-Turnier                             | Leicht         | hinter Kosin, UdSSR, und vor Myllari |
| 1970 | 1.    | Turnier in Berlin (Ost)                       | Leicht         | vor Donkow, Bulgarien, und Myllari |
| 1970 | 1.    | EM in Berlin (Ost)                            | Leicht         | mit Siegen über Tage Weirum, Dänemark, Öistein Davidsen, Norwegen, Roland Schorkops, Belgien, Matti Poikala, Finnland, einem Unentschieden gegen Sreten Damjanović, Jugoslawien, und einer Niederlage gegen Stojan Apostolow, Bulgarien                                    |
| 1970 | 5.    | WM in Edmonton                                | Leicht         | mit Siegen über Istvan Nemeth, Ungarn, und Shu Hun-Kyo, Korea, und Unentschieden gegen Tage Weirum und Simion Popescu, Rumänien |
| 1971 | 2.    | „Iwan-Poddubny“-Memorial in Minsk             | Leicht         | hinter Nowochatko, vor Lukow, beide UdSSR |
| 1971 | 1.    | „Werner-Seelenbinder“-Turnier in Berlin       | Leicht         | vor Stojan Apostolow und Nedko Nedew, beide Bulgarien |
| 1971 | 2.    | WM in Sofia                                   | Leicht         | mit Siegen über Dada, Libanon, Josef Brötzner, Österreich, Asko Mattila, Finnland, Tanoue Takashi, Japan, und Gary Alexander, USA, und Unentschieden gegen Andrzej Supron, Polen, Stojan Apostolow und Sreten Damjanovic                                                   |
| 1972 | 1.    | „Klippan“-Turnier                             | Leicht         | vor Lars-Erik Skiöld, Schweden, und Tage Weirum |
| 1972 | 1.    | „Werner-Seelenbinder“-Turnier in Zella-Mehlis | Leicht         | vor Jürgen Hähnel, DDR, und Umerow, UdSSR |
| 1972 | 12.   | OS in München                                 | Leicht         | nach Niederlagen gegen Veikko Lavonen, Finnland, und Stojan Apostolow |
| 1973 | 3.    | EM in Helsinki                                | Welter         | mit Siegen über Imant Klintson, UdSSR, Christos Kaponis, Griechenland, Carlos Curbelo, Spanien, und Stanisław Krzesiński, Polen, Unentschieden gegen Vítězslav Mácha, Tschechoslowakei, und Adrian Florin Popa, Rumänien, und einer Niederlage gegen Iwan Kolew, Bulgarien |
| 1973 | 3.    | WM in Teheran                                 | Welter         | mit Siegen über A. Tannehill, USA, Tevfik Aydeniz, Türkei, Adrian Florin Popa u. Momir Kecman, Jugoslawien, und Niederlagen gegen Iwan Kolew und Jan Karlsson, Schweden |
| 1974 | 7.    | EM in Madrid                                  | Welter         | mit Siegen über Johannes Van de Paverd, Niederlande, Mihály Toma, Ungarn, und Adrian Florin Popa und Niederlagen gegen Iwan Kolew und Stanislaw Krzesinski |
| 1974 | 2.    | WM in Kattowitz                               | Welter         | mit Siegen über Johann Kiss, Österreich, Apostolos Messiakaris, Griechenland, Niels Madsen, Dänemark, Mihály Toma und Josif Berischwili, UdSSR, und einer Niederlage gegen Vítězslav Mácha                                                                                 |
| 1975 | 2.    | EM in Ludwigshafen am Rhein                   | Welter         | mit Siegen über Mehmet Tütür, Türkei, Stanislaw Krzesinski, Vojislaw Tabacki, Jugoslawien, Mihály Toma und Vítězslav Mácha und einer Niederlage gegen Jan Karlsson |
| 1976 | 5.    | OS in Montreal                                | Welter         | mit Siegen über Petros Galaktopoulos, Griechenland, Stanislaw Krzesinski und Jan Karlsson und Niederlagen gegen Mácha und Anatoli Bykow, UdSSR |
| 1977 | 2.    | EM in Bursa                                   | Welter         | mit Siegen über Lasse Carlsen, Norwegen, Celal Taskiran, Türkei, Lennart Lundell, Schweden, Karolj Kasap, Jugoslawien, Stanislaw Krzesinski und Janko Schopow, Bulgarien, und einer Niederlage gegen Vítězslav Mácha                                                       |
| 1977 | 15.   | WM in Göteborg                                | Welter         | nach Niederlagen gegen Anatoli Bykow und Vítězslav Mácha |

## DDR-Meisterschaften
| Jahr | Platz | Gewichtsklasse | Ergebnis                                                                             |
| 1967 | 3.    | Leicht         | hinter Eckhard Schulz, ASK „Vorwärts“ Rostock, und Klaus Pohl, SG Dynamo Luckenwalde |
| 1968 | 3.    | Leicht         | hinter Klaus Pohl und Jürgen Hähnel, SC Leipzig                                      |
| 1970 | 1.    | Leicht         | vor Lothar Schneider, SC „Motor“ Dessau, und Jürgen Hähnel                           |
| 1971 | 1.    | Leicht         | vor Lothar Schneider und Heinz Henkel, SC „Motor“ Zella-Mehlis                       |
| 1972 | 1.    | Leicht         | vor Jürgen Hähnel und Woratsch, SC „Motor“ Zella-Mehlis                              |
| 1973 | 1.    | Welter         | vor Detlef Klatt, SG Dynamo Luckenwalde, und Helbing, SC Leipzig                     |
| 1974 | 1.    | Welter         | vor Ralf Thieme, SG Dynamo Luckenwalde, und Triebel, SC „Motor“ Zella-Mehlis         |
| 1977 | 1.    | Welter         | vor Triebel und Rößler                                                               |